# Mathias Eick
Pour les articles homonymes, voir Eick.
Mathias Eick (né le 26 juin 1979) est un musicien norvégien, trompettiste de jazz. Il est également pianiste et compositeur.

## Discographie

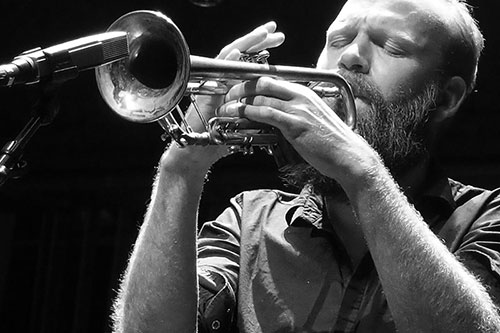
Mathias Eick au Reykjavik Jazz Festival 2015

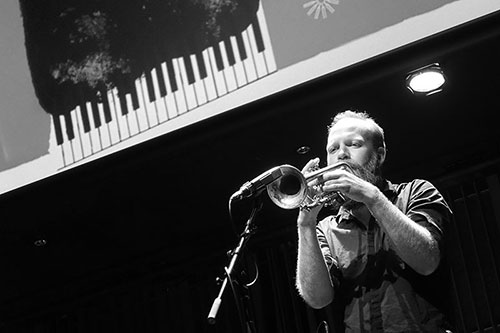
Mathias Eick au Reykjavik Jazz Festival 2015

### Albums solos
- 2008 : The Door (ECM)
- 2011 : Skala (ECM)[1]
- 2015 : Midwest (ECM)
- 2018 : Ravensburg (ECM)[2]
- 2021 : When we leave (ECM)

### Albums en tant quesideman
avec Jaga Jazzist
- 2001 : A Livingroom Hush (Ninja Tune)
- 2003 : The Stix (Ninja Tune)
- 2005 : What We Must (Ninja Tune)
- 2010 : One-Armed Bandit (Ninja Tune)
- 2013 : Live with Britten Sinfonia (Ninja Tune)

avec Jacob Young
- 2004 : Evening Falls (ECM)
- 2007 : Sideways (ECM)

avec Jan Gunnar Hoff
- 2008 : Magma (Grappa Music)

avec Iro Haarla
- 2004 : Northbound (ECM) avec Trygve Seim, Uffe Krokfors et Jon Christensen
- 2011 : Vespers (ECM) avec Trygve Seim, Ulf Krokfors et Jon Christensen

avec Manu Katché
- 2007 : Playground (ECM) avec Trygve Seim, Marcin Wasilewski, Slawomir Kurkiewicz et David Torn

avec Music for a While, Tora Augestad, Stian Carstensen, Martin Taxt et Pål Hausken
- 2007 : Weill Variations (Grappa Music)
- 2012 : Graces That Refrain (Grappa Music)[3]
- 2014 : Canticles of Winter (Grappa Music)

avec Lars Danielsson
- 2009 : Tarantella (ACT Music)
- 2014 : Liberetto II (ACT Music)

avec Ola Kvernberg's Liarbird
- 2011 : Liarbird[4]

avec Elvira Nikolaisen
- 2013 : I Concentrate On You (Grappa)[5]

avec Eple Trio
- 2014 : Universal Cycle (Shipwreckords)

avec Vincent Peirani
- 2013 : SWR NewJazz Meeting 2013 avec Emile Parisien (Jazzhaus)
- 2016 : Living Being Extended avec Émile Parisien, Leïla Martial, Yoann Serra, Tony Paeleman et Julien Herné (SWR JazzHaus)